# Port lotniczy Ibadan
Port lotniczy Ibadan (IATA: IBA, ICAO: DNIB) – port lotniczy położony w Ibadan, w stanie Oyo, w Nigerii.

## Linie lotnicze i połączenia
| Linia Lotnicza       | Kierunek           |
| -------------------- | ------------------ |
| Air Peace            | 1. Abudża          |
| Green Africa Airways | 1. Lagos           |
| Overland Airways     | 1. Abudża 2. Lagos |